# Vampire Killer
Vampire Killer (悪魔城ドラキュラ en japonais) est un jeu vidéo d'action et de plates-formes développé et édité par Konami, sorti en 1986 sur MSX2.

## Vampire Killeret la sérieCastlevania
Vampire Killer est l’un des premiers épisodes de la série Castlevania. Chronologiquement, Vampire Killer est sorti sur MSX2 (le 30 octobre 1986) quelques semaines après l’opus sur Famicom Disk System (le 26 septembre 1986). Alors que les deux ont dû être développés en même temps, chacune des deux versions exploite au mieux les capacités techniques respectives des machines. Alors que l’épisode sur FDS est centré sur l’action (via scrolling horizontal), Vampire Killer joue la carte de l’exploration.

## Un jeu d'exploration
Même si la notion de jeu d’aventure n’est pas nettement défini, le mécanisme de Vampire Killer ne s’appuie que sur la partie recherche : les niveaux ont besoin d’être fouillés et explorés, mais toujours les uns après les autres sans retour arrière possible. La structure du jeu reprend celle de l’épisode Nintendo : six stages composés de trois niveaux chacun. Chaque stage se clôturant dans son troisième niveau après le combat contre le boss.
Les niveaux de Vampire Killer sont composés d’écrans fixes représentant des salles, couloirs et autres jardins du château. Dans chaque niveau, il faut parcourir les écrans et casser les murs pour trouver des objets dont les plus importants sont les clefs jaunes qui ouvrent les coffres de bonus, les fragments de cartes et les clefs blanches qui donnent accès au niveau suivant (ou au boss).